# 27 Draconis
27 Draconis (f Draconis) é uma estrela na direção da Draco. Possui uma ascensão reta de 17h 31m 57.89s e uma declinação de +68° 08′ 04.9″. Sua magnitude aparente é igual a 5.07. Considerando sua distância de 217 anos-luz em relação à Terra, sua magnitude absoluta é igual a 0.95. Pertence à classe espectral K0III.